# 內斯島
69°0′S 39°35′E / 69.000°S 39.583°E
內斯島，是南極洲的島嶼，位於毛德皇后地的哈拉爾王子海岸，處於東翁古爾島北端附近的呂佐夫-霍爾姆灣入口處東部，長0.8公里，根據挪威探險隊拍攝的空中照片繪入地圖，現時由南極條約體系所管理。